# Régime de brise
Ne doit pas être confondu avec Briz ou Brize.

Convergence des brises à Cuba. Noter la mince bande de nuages se formant sur l'île à la rencontre des brises de la côte nord et de la côte sud

Le régime de brise est un type de vent local dû à des vitesses différentes de réchauffement ou de refroidissement de deux zones voisines . Ce régime de vent mène couramment à la formation d'une cellule convective entre les deux régions dont la température est différente . L'air dans la région chaude s'élève et crée un appel d'air au sol depuis la région plus froide, créant une boucle rétroactive en altitude,. Les brises se forment à l'interface de deux zones ayant des caractéristiques topographiques différentes, par exemple entre la mer et la terre , entre la ville et la campagne , ou entre une zone fortement végétalisée et une zone aride ,, ou encore en montagne.
A noter que le terme de "brise" est également utilisé en météorologie marine pour désigner des vents faibles, allant de 2 à 6 sur l'échelle de Beaufort . Cependant cette utilisation est distincte et n'implique pas que le vent résulte d'un réchauffement différentiel de deux zones voisines comme pour les régimes de brise.

## Brises littorales
Des brises de mer et de terre s'établissent sur les côtes par beau temps. Elles résultent de la différence de température entre l'air au-dessus de la terre et celui au-dessus de la mer ou d'un lac,. Ces réchauffements et refroidissements affectent les masses d'air au-dessus de la terre et de la mer de manière différente, ce qui cause des déplacements d'air, c'est-à-dire du vent.
Les brises sont nettement plus sensibles sous certaines conditions. Si le régime de vent général est fort et bien établi, un mélange des masses d'air se produira entre les deux milieux et la brise aura peu de chance de s'établir. En revanche, dans certaines situations (gros anticyclone d'été en mer Méditerranée par exemple), elles peuvent devenir le vent dominant pendant plusieurs jours. Étant générées par des effets thermiques sur les côtes, les brises sont extrêmement variables en fonction des configurations locales.

### Brises de mer

Haut : brise de mer, bas : brise de terre

Mouvement de l'air le long du front de brise et formation de nuages. La convection est souvent matérialisée par une ligne de cumulus voire de cumulonimbus qui induisent un effet d'assèchement par condensation, lequel réduit l'humidité résiduelle à la périphérie des nuages convectifs, ce qui forme une zone dégagée à l'intérieur des terres ou au large et rend au bord de mer toute sa luminosité.

Pendant le jour, les premiers centimètres superficiels de la terre absorbent le rayonnement émis par le soleil et s'échauffent rapidement, réchauffant ainsi l'air au-dessus d'elle. Par contre, le rayonnement solaire sur la mer pénètre bien plus profondément et est absorbé sur plusieurs mètres de colonne d'eau. Cette différence de volume à réchauffer entre terre et mer, associé à une capacité thermique volumique supérieure de l'eau, entraîne un réchauffement plus rapide de la température de surface de la terre que de l'eau. En se réchauffant, la masse d'air au-dessus de la terre voit sa pression modifiée suivant l'équation hypsométrique. Alors la pression au-dessus de la terre diminue moins rapidement avec l'altitude. Ceci crée une zone de haute pression locale au niveau du sommet de la couche convective au-dessus de la terre ce qui provoque un mouvement de l'air vers la mer. Alors, un courant de retour se produit au niveau de la surface pour le compenser - c'est ce courant retour près de la surface qui porte le nom de brise de mer. Le cycle complet forme une cellule convective.
La brise de mer s'établit généralement en début d'après-midi car il faut un certain temps pour que la différence de température soit significative. La brise de mer commence à se manifester au large avant d'atteindre la côte car il y a également une différence de température à différentes distances de la côte, reliées à la profondeur de l'eau. Au fur et à mesure qu'elle s'établit au large, on peut voir apparaître un front de brise entre les différentes masses d'air, front qui se manifeste soit par des cumulus plus développés, soit au contraire par une éclaircie. Au cours de la journée, la brise tend à tourner de plus en plus vers la rive pour finir souvent par avoir une direction pratiquement parallèle à la côte. Contrairement à la brise de terre, qui est un vent plutôt faible, la brise de mer peut parfois être relativement forte et atteindre la force 6 sur l'échelle de Beaufort. Son intensité est proportionnelle à la différence de température entre la terre et la mer.

### Brises de terre
Pendant la nuit, la terre se refroidit plus vite que la mer, à cause de leur différence de capacité thermique (la terre accumule moins de chaleur du soleil que la mer, elle se refroidit donc plus vite la nuit venue), et le phénomène inverse se produit: l'air au-dessus de la terre est plus froid que celui au-dessus de la mer. Le passage de la brise de mer à la brise de terre s'effectue après une période prolongée de vent calme alors que la différence de température entre les deux milieux devient nulle puis change de direction.
La brise de terre débute donc quelques heures après le coucher du soleil. L'air au-dessus de la terre commence à être significativement plus froid que celui au-dessus de la mer. L'air chaud au-dessus de la mer étant moins dense que l'air froid sur la terre une circulation s'établit de la terre vers la mer. Elle s'étend assez peu vers le large (rarement plus de 3 milles marins) et continue à souffler 2 à 3 heures après le lever du soleil (jusqu'à ce que les températures s'équilibrent).

## Brises de montagne
Les brises de montagne sont des vents ayant un caractère local et cyclique dont l'origine est thermique. C'est un régime de vents remontant le long de l'axe d'une vallée et de ses pentes le jour et les descendant la nuit. Ces brises se produisent surtout par temps calme et clair.
Durant la journée, le sol s'échauffe par l'action du soleil. C'est un vent qui ne se lève souvent qu'en fin d'après-midi et peut être très puissant. Par conduction, l'air présent au niveau du sol s'échauffe lui aussi. Par dilatation, son volume augmente alors que sa masse reste constante. Il subit alors une plus grande poussée d'Archimède et tend à s'élever pour créer une ascendance thermique. La nuit, le refroidissement se produit en direction inverse.

### Brises de pente

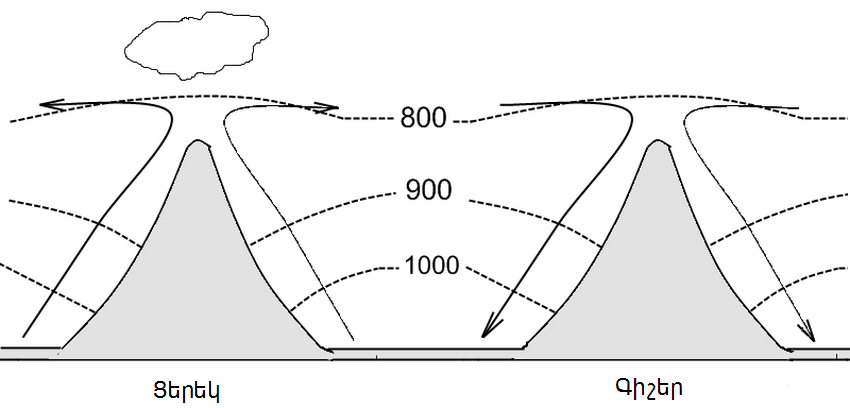
Circulation (flèches) et niveau de pression (tiretés) dans les brises de pente (jour ou côté au soleil à gauche, nuit ou côté à l'ombre à droite).

Si la masse d'air qui vient de s'échauffer se situe le long d'une pente, le sommet sera en général plus exposé que le bas de la pente ce qui crée un réchauffement différentiel supplémentaire. La brise va longer la pente pour des raisons de viscosité et ainsi créer le mouvement de brise montante. Ce vent est dit « anabatique » et se manifeste sur les faces montagneuses éclairées par le soleil, soit en Est le matin, et en Ouest l'après-midi. Il est possible d'en ressentir l'effet de tôt le matin (9 heures), jusqu'à tard le soir (19 heures) lors des journées longues de juin. Leur vitesse varie selon l'ensoleillement, la saison et le lieu mais peut atteindre les 30 à 40 km/h. Le vent thermique du lac du Monteynard, par exemple, est réputé chez les véliplanchistes.
Après le coucher du Soleil, ou du côté à l'ombre, le refroidissement de la masse d'air se fait du haut de la pente vers le bas et donne un déplacement d'air vers ce dernier. Ce vent catabatique se manifeste le soir et durant la nuit.

### Brises de vallée

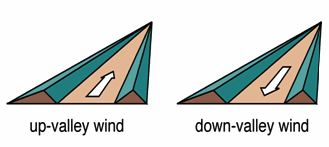
Direction de la brise de vallée le jour (gauche) et la nuit (droite).

Elles sont la résultante globalisée des brises de pente et du réchauffement différentiel entre la vallée et la plaine environnante. Sur les pentes montagneuses l'air a tendance à s'élever durant la journée, cela crée une dépression au pied des montagnes qui "aspire" l'air des vallées environnantes. Les brises de vallée souffleront donc le plus souvent, des vallées de basses altitudes vers les vallées de hautes altitudes en journée, et inversement la nuit.
La vitesse des brises de vallée est extrêmement variable selon l'heure de la journée, la saison et le lieu, et bien que celle-ci soit plutôt faible à modérée dans les larges vallées de massifs comme les Alpes, les vallées étroites ou qui se rétrécissent peuvent être le siège de brises extrêmement violentes (vent de couloir et courant-jet de vallée de plus de 50 km/h) et dangereuses pour des sports comme le parapente ou le deltaplane.

## Autres formes de brise

### Brises urbaines
Les propriétés thermiques et aérodynamiques d'une zone urbanisée sont à l'origine de l'augmentation et de l'accélération du réchauffement diurne des zones urbaines par rapport aux zones rurales avoisinantes (phénomène d'îlot de chaleur urbain). Ainsi, selon le même procédé que pour la brise de mer, le réchauffement différentiel de l'air au-dessus de la ville et de la campagne environnante peut créer un régime de brise . L'air rural converge vers les points chauds urbains qui voient la concentration de polluants et d'humidité augmenter dans les secteurs qui souffrent déjà le plus des îlots de chaleur,. Cette concentration des vents en ville appelée convergence, se produit surtout sous un anticyclone et donne une cellule de convection où l'air est poussée en altitude et diverge, retournant vers les zones rurales. Les différences de chaleur entre des lieux chauds, comme les rues, et des lieux frais, comme les parcs, ainsi que le relief urbain produisent similairement à plus petite échelle des brises thermiques.

### Brises d'irrigation
Dans les climats secs, l'irrigation peut créer des hétérogénéités fortes dans les caractéristiques de la surface continentale, en terme d'humidité du sol et de couverture végétale notamment. Une zone irriguée va beaucoup moins réchauffer l'air au-dessus d'elle que la zone sèche adjacente, et cette différence de réchauffement peut mener à la création d'une brise allant de la zone irriguée vers la zone sèche ,. Cet effet a notamment pu être observé en Catalogne, dans la province de Lleida, au niveau de la zone irriguée par le canal d'Urgell .